# 新疆生产建设兵团第三师叶城二牧场
新疆生产建设兵团第三师叶城二牧场是中华人民共和国新疆生产建设兵团第三师下辖的一个牧场，与新疆维吾尔自治区图木舒克市杏花镇实行“团镇合一”的管理体制。杏花镇于2022年12月27日被批准设立。

## 历史
1950年，中国人民解放军二军响应毛泽东屯垦戍边任务及发展生产，在叶城县南山区草场成立了二军后勤部牧场、四师师部牧场和四师十一团牧场。1953年3月，二军所属部队整编成立了南疆军区生产管理处，二军后勤部牧场、四师师部牧场和四师十一团牧场合并为叶城牧场，叶城牧场隶属南疆军区生产管理处。1955年2月，南疆军区生产管理处并入农一师，叶城牧场改称第二牧场。1959年1月，第二牧场与前进总场合并为前进二牧场。1962年9月，前进二牧场归农一师直接领导。1966年1月农三师成立，前进二牧场划归农三师领导。1975年兵团撤消，前进二牧场交给叶城县县委领导。1978年11月，前进二牧场划归喀什地区农垦局。1982年5月新疆生产建设兵团恢复，前进二牧场更名为叶城二牧场，隶属农三师。
2022年12月27日，叶城二牧场杏花镇被批准设立。

## 地理经济
叶城二牧场位于昆仑山北边的腹地，海拔2200到4850米，属国家边境少数民族聚集团场，地处新疆维吾尔自治区和西藏自治区的交界，喀什地区、和田地区、阿里地区的交汇处，与叶城县宗朗乡、西河休乡、柯可亚乡、乌夏巴什镇相邻。牧场辖区面积94.38万亩，其中耕地面积1116亩，园地面积6281亩，林地面积931亩，草场87.75万亩。农业以畜牧业为主、林果业为辅，盛产杏子、苹果为主要水果，牦牛、黄牛、羊为主要畜牧品种，有丰富的天然玉石资源和野生动植物资源。牧场属温带大陆性干旱气候，北部平原年平均气温11.3℃，年平均降水量54毫米，年平均无霜期228天。
2019年，叶城二牧场完成国内生产总值6868万元人民币，其中第一产业完成增加值3300万元人民币；第二产业完成增加值900万元人民币；第三产业完成增加值2303万元人民币。
叶城二牧场辖区总人口1772人，其中汉族人口406人，维吾尔族群众1333人。叶城二牧场有一个社区、一所学校、一个卫生院。

## 政治

### 现任领导
| 机构     | · 中国共产党 · 叶城二牧场委员会 · 书记 | 叶城二牧场 场长        |
| -------- | -------------------------------------- | ---------------------- |
| 姓名     | 刘荣荣                                 | 木那丁·艾尼完尔        |
| 民族     | 汉族                                   | 维吾尔族               |
| 籍贯     | 安徽省当涂县                           | 新疆维吾尔自治区巴楚县 |
| 出生日期 |                                        | 1984年4月（40歲）      |
| 就任日期 | 2020年11月                             | 2020年11月             |

### 行政区划
新疆生产建设兵团第三师叶城二牧场下辖以下单位：
场部、霞光社区、杏花社区、一连、二连、三连、四连、园林连和七连。